# Gorazd
San Gorazd (IX secolo – X secolo) è stato un vescovo e scrittore slovacco, venerato come santo.

## Biografia

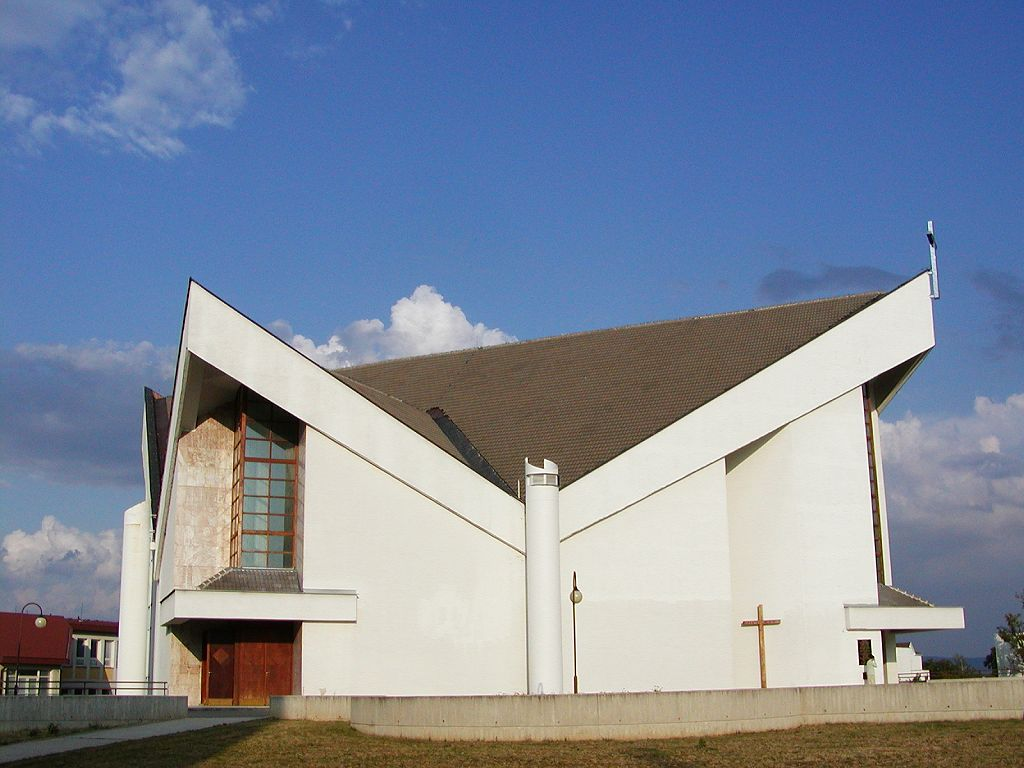
La chiesa di san Gorazd a Vrbové

Gorazd era un discepolo di Cirillo e Metodio. Era originario dei dintorni di Nitra e precisamente della località dove oggi è il comune di Močenok. Insieme con Cirillo e Metodio e ai loro discepoli Clemente, Naum, Angelario e Sava è annoverato nell'elenco del «Santo settenario».
Gorazd ricevette l'ordinazione sacerdotale a Roma da papa Formoso nell'868, quanto quest'ultimo era ancora vescovo di Porto. Della sua presenza a Roma si trova notizia anche nei racconti detti Uspenije Kirilla ("I successi di Cirillo"), dove si legge che Cirillo prima della sua morte invitò al suo monastero Clemente, Sava, Angelario, Gorazd e Naum e li confermò nella fede.
Gorazd fu scelto come successore nella sua missione episcopale da Metodio prima della sua morte con queste parole: Ecco un uomo libero della vostra terra, erudito nei libri latini e di retta fede. Dalla sua elezione emerge san Metodio dai rapporti sociali del IX secolo, che distinguevano gli uomini in liberi e sottomessi. Nella mentalità del suo tempo non era ritenuto possibile che il successore all'arcivescovato non fosse il figlio di un potente dignitario della Grande Moravia, che avrebbe avuto la considerazione agli occhi dei principi e il loro appoggio.
Dopo la morte di Svätopluk, con ogni probabilità Gorazd fu consacrato vescovo e innalzato all'arcivescovato della Grande Moravia. Dopo la calata dei magiari al di qua dei Carpazi Gorazd fu costretto a fuggire all'estero. Le fonti storiche dissentono sulla località del suo successivo soggiorno. È possibile che abbia trovato rifugio nel Paese Ceco, in Polonia oppure in Bulgaria. Proprio in Bulgaria, dove è annoverato nell'elenco del santo settenario, la sua memoria è ancora viva. Una leggenda bulgara narra della sua deposizione dalla cattedra episcopale e della sua incarcerazione. Dopo la sua scarcerazione si sarebbe probabilmente ritirato alla corte di qualche potente. Secondo questa leggenda Gorazd sarebbe stato esiliato dalla Grande Moravia ad opera del vescovo di Nitra Vichingo.
Poiché san Gorazd conosceva molto bene il suo maestro Metodio, si può ipotizzare che fu anche l'autore della sua biografia, nota con il nome di Život Metoda ("Vita di Metodio"). A Gorazd si attribuisce anche la traduzione dall'alto tedesco antico all'antico slavo ecclesiastico dell'antica preghiera di confessione della cattedrale di sant'Emeramo.

### Ascendenza
Altre fonti, come la Cronaca di Ioachim, dicono che Gorazd sia figlio di Rastislav I e Miloslava (figlia di Gostomysl), quindi poteva essere cugino dei leggendari capi variaghi, Rjurik, Sineus e Truvor.

## Culto
La memoria liturgica di san Gorazd e compagni cade nel calendario della Chiesa cattolica di rito romano della Slovacchia il 27 luglio.  
(Martirologio Romano)
Alcune chiese slovacche sono dedicate a san Gorazd ed è anche presente un gran numero di sue rappresentazioni iconografiche (opere di Dusík, Hložník, Klimčák). Il poeta slovacco Svetloslav Veigl è autore di una poesia su san Gorazd.